# S.C. Faetano
S.C. Faetano là một câu lạc bộ bóng đá San Marino thành lập năm 1962 tại Faetano. Faetano hiện đang thi đấu tại Campionato Sammarinese di Calcio. Đội được dẫn dắt bởi huấn luyện viên Danilo Girolomoni.

## Thành tích
- Campionato Sammarinese di Calcio: 3

1985–86, 1990–91, 1998–99
- Coppa Titano: 3

1993, 1994, 1998
- San Marino Federal Trophy: 1

1994

## Thành tích tạiChâu Âu
| Mùa giải | Giải đấu           | Vòng               | Đối thủ      | Lượt đi | Lượt về | Tổng tỷ số |
| -------- | ------------------ | ------------------ | ------------ | ------- | ------- | ---------- |
| 2010–11  | UEFA Europa League | Vòng loại thứ nhất | FC Zestafoni | 0–0     | 0–5     | 0–5        |

## Đội hình hiện tại
Tính đến tháng 9 năm 2020
Ghi chú: Quốc kỳ chỉ đội tuyển quốc gia được xác định rõ trong điều lệ tư cách FIFA. Các cầu thủ có thể giữ hơn một quốc tịch ngoài FIFA.
| Số | VT | Quốc gia   | Cầu thủ                       |
| -- | -- | ---------- | ----------------------------- |
| 1  | TM | Ý          | Manuel Ermeti                 |
| —  | HV | Ý          | Marco Ballarini               |
| —  | HV | Albania    | Bujar Musabelliu              |
| —  | HV | San Marino | Alex Cavalli                  |
| 4  | TV | Sénégal    | Assane Fall                   |
| 6  | TV | Ý          | Luca Tomassoni                |
| 10 | HV | Ý          | Jacopo Muggeo                 |
| 13 | HV | San Marino | Alex Della Valle (đội trưởng) |
| —  | TV | Ý          | Matteo Bonavitacola           |
| —  | TV | Ý          | Andrea Pasini                 |

| Số | VT | Quốc gia   | Cầu thủ             |
| -- | -- | ---------- | ------------------- |
| —  | TV | Ý          | Antonio Solazzo     |
| —  | TV | San Marino | Alessandro Grilli   |
| 17 | TĐ | San Marino | Massimo Moroni      |
| 22 | TV | San Marino | German Dominella    |
| —  | TĐ | Ý          | Manuele Pasolini    |
| —  | TĐ | Ý          | Roberto Neri        |
| —  | TĐ | Ý          | Francesco Palladino |
| 23 | TM | San Marino | Simone Guidi        |